# Budova Politiky

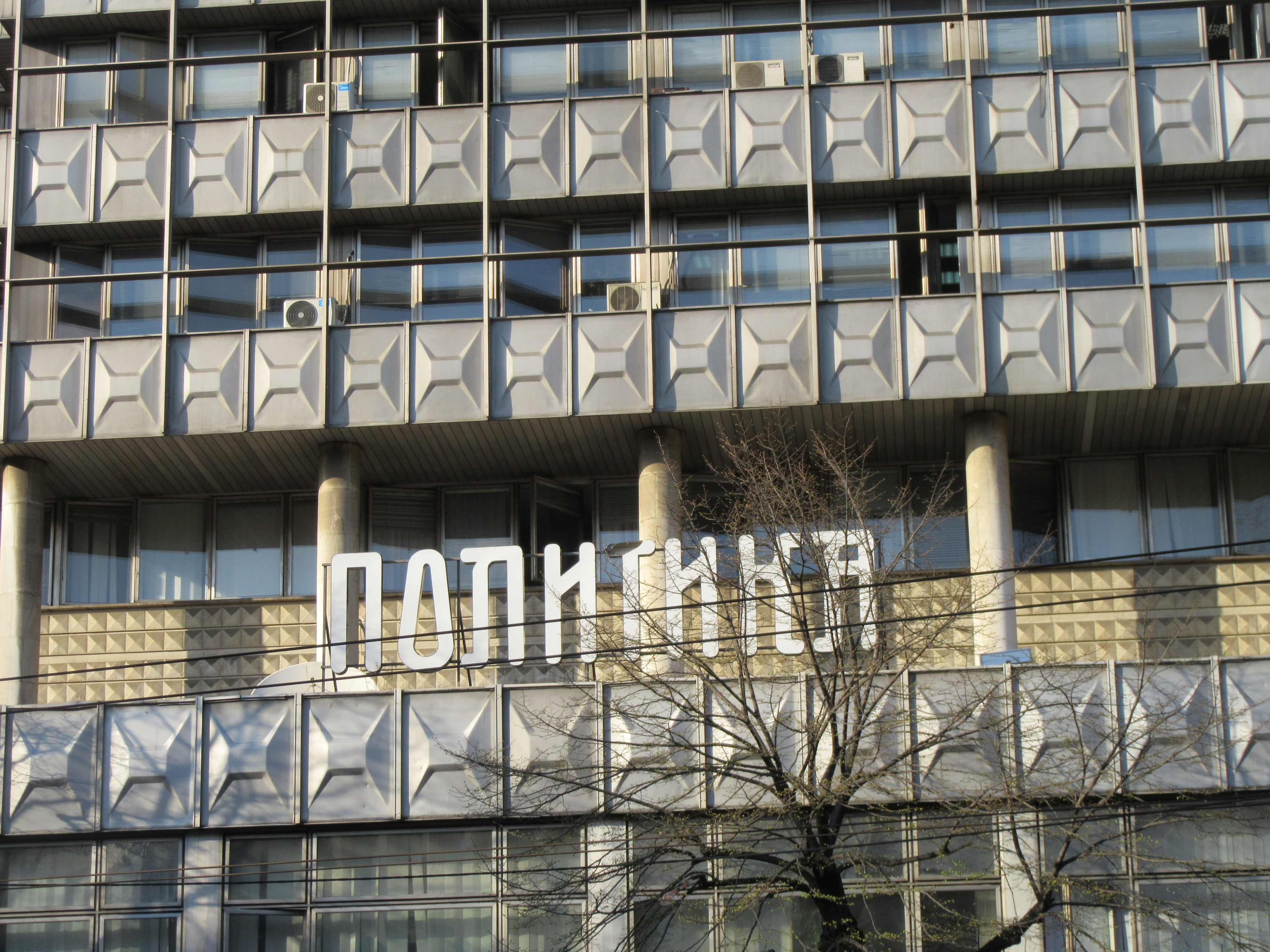
Nápis na průčelí budovy.

Budova Politiky (srbsky v cyrilici Зграда Политике, v latince Zgrada Politike) je výšková budova z roku 1968 v srbském hlavním městě Bělehradu. Nachází se v centru města, na adrese Makedonska 29. Svůj název i určení má podle novin Politika, které v ní sídlí. Kromě redakce deníku (ve čtvrtém patře) zde sídlí redakce dalších časopisů, které pod noviny Politika spadají (např. Politik zabavnik a dalších).
Výšková budova, která je jednou z dominant panoramatu města, vznikla podle návrhu architektů Uglješi Bogunoviće a Slobodana Janjiće. Stavbyvedoucím byl Milan Krstić. Budova je nápadná nejen díky obkladu z bílého mramoru, ale především díky nápadným hliníkovým výliskům. Kromě patnáctipatrové věže stavba přechází v nižší části do dvou křídel, která ji obklopují. Podobně jako u nedalekého Domu mládeže) je první patro, kde se nacházejí reprezentativní prostory, vyvýšeno a zdůrazněno velkými okny orientovanými do Makedonské ulice. Palác vznikl na místě Druhého bělehradského gymnázia, které bylo zničeno během bombardování města v roce 1941.
Před budovou se nachází památník jugoslávského komunisty Moši Pijadeho od sochaře Branka Ružiće. Odhalen byl při příležitosti 10 let od úmrtí Pijadeho.